# Curtis Strange
Curtis Strange, född 30 januari 1955 i Norfolk, Virginia, är en amerikansk golfspelare.
Strange blev professionell golfspelare 1976. Han betraktas som en av de bästa spelarna under 1980-talet då han vann 16 av sina 17 PGA Tour-segrar. Han toppade PGA-tourens penningliga 1985 och 1987. 1988 blev han den förste spelaren som vann en miljon dollar i officiella prispengar på touren under en säsong. Han vann US Open två gånger men efter det uteblev framgångarna.

## Meriter

### Majorsegrar
- 1988 US Open
- 1989 US Open

### Segrar på PGA-touren
- 1979  Pensacola Open.
- 1980  Michelob-Houston Open,  Manufacturers Hanover Westchester Classic
- 1983  Sammy Davis Jr.-Greater Hartford Open
- 1984  Lajet Golf Classic
- 1985  Honda Classic  Panasonic Las Vegas Invitational,  Canadian Open
- 1986  Houston Open
- 1987  Canadian Open Federal Express St. Jude Classic,  NEC World Series of Golf
- 1988  Independent Insurance Agent Open,  Memorial Tournament, Nabisco Championship

### Övriga segrar
- 1986 ABC Cup
- 1988 Sanctuary Cove Classic
- 1989 Palm Meadows Cup
- 1993 Greg Norman's Holden Classic